# Philautus microtympanum
Philautus microtympanum är en groddjursart som först beskrevs av Günther 1858.  Philautus microtympanum ingår i släktet Philautus och familjen trädgrodor. Inga underarter finns listade i Catalogue of Life.